# Emundo III da Suécia
Emundo III (c. 995 - c. 1060) - também apelidado de O Velho e conhecido na Suécia como Emund Gamle – foi rei da Suécia de 1050 até sua morte em 1060.
                                                                                                             Era filho ilegítimo do rei Olavo, o Tesoureiro (Olof Skötkonung) com sua amante legal Edla.                            Subiu ao trono após a morte de seu meio-irmão Anundo Jacó, filho legítimo de Olavo.                                                                                Morreu sem deixar descendência, terminando assim a Casa de Munsö. Como novo rei apareceu o seu genro Estenquilo (Stenkil), primeiro monarca da Casa de Estenquilo.                                                                                                                        

O terceiro foi Æmunðær Slemme, porque era obstinado e não era fácil fazer oposicão às causas que ele queria promover. E traçou uma linha de demarcação entre a Suécia e a Dinamarca, como se diz no Landamäri.
(Slem - desagradável, mau, até pobre).

## Biografia
A principal fonte relativa a Emundo o Velho é a crónica de Adão de Bremen: Emundo era filho ilegítimo do rei Olavo, o Tesoureiro e da sua amante oficial Edla, Duquesa de Venden, de origem eslava. Ele era meio-irmão do rei Anundo Jacó. O apelido "O Velho" poderia significar que ele já tinha idade avançada quando assumiu  trono. 
Seu epíteto Slemme surge em fontes diferentes significando coisas diferentes, podendo ser conotado com o péssimo, o batoteiro e o horrível. Entre os motivos apontados estão a sua avareza, o seu pouco interesse pelo cristianismo e o seu favorecimento dos missionários ingleses em detrimento dos germânicos. 
Favoreceu as missões inglesas na Suécia em detrimento da Arquidiocese de Hamburgo-Bremen. Com o rei Sueno II da Dinamarca, Emundo estabeleceu o primeiro tratado de fronteiras formal entre a Dinamarca e a Suécia. Diz-se que Emundo enviou seu filho Anundo a Kvänland, onde foi envenenado. Sem ter descendência masculina, Emundo foi sucedido pelo seu genro - o nobre de Västergötland, chamado Estenquilo. 